# Krisztián Tóth
Dans le nom hongrois Tóth Krisztián, le nom de famille précède le prénom, mais cet article utilise l’ordre habituel en français Krisztián Tóth, où le prénom précède le nom.
Krisztián Tóth, né le 1er mai 1994 à Darmstadt (Allemagne), est un judoka hongrois de la catégorie des moins de 90 kg.
Il remporte ses deux premières médailles internationales (le bronze aux championnats d'Europe et l'argent aux championnats du monde) en 2014, à l'âge de vingt ans seulement.
En juillet 2024, il est nommé porte-drapeau de la délégation hongroise aux Jeux olympiques d'été de 2024 en compagnie de la handballeuse Blanka Böde-Bíró.

## Palmarès
Championnats du monde
- Médaille d'argent dans la catégorie des moins de 90 kg aux championnats du monde 2014 à Tcheliabinsk
- Médaille de bronze dans la catégorie des moins de 90 kg aux championnats du monde 2021 à Budapest

Championnats d'Europe
- Médaille de bronze dans la catégorie des moins de 90 kg aux championnats d'Europe 2014 à Montpellier
- Médaille d'argent dans la catégorie des moins de 90 kg aux championnats d'Europe 2016 à Kazan
- Médaille de bronze dans la catégorie des moins de 90 kg aux championnats d'Europe 2021 à Lisbonne
- Médaille de bronze dans la catégorie des moins de 90 kg aux championnats d'Europe 2023 à Montpellier
- Médaille d'argent dans la catégorie des moins de 90 kg aux championnats d'Europe 2024 à Zagreb

Jeux olympiques de la jeunesse
- Médaille de bronze dans la catégorie des moins de 81 kg aux Jeux olympiques de la jeunesse 2010 à Singapour